# Ala (Italië)
Ala (Duits: Ahl am Etsch, vroeger ook Halla genoemd) is een gemeente in de Italiaanse provincie Trente (regio Trentino-Zuid-Tirol) en telt 8056 inwoners (31-12-2004). De oppervlakte bedraagt 119,9 km², de bevolkingsdichtheid is 67 inwoners per km². Tot 1919 was deze plaats een grensplaats tussen Oostenrijk en Italië.
De volgende frazioni maken deel uit van de gemeente: Chizzola (Kitzel), Marani, Pilcante, Rifugio Fraccaroli, Rifugio Scalorbi, Ronchi (Reuttal), Santa Margherita (Sankt Margreth am Etsch), Sega, Serravalle.

## Demografie
Ala telt ongeveer 3166 huishoudens. Het aantal inwoners steeg in de periode 1991-2001 met 10,1% volgens cijfers uit de tienjaarlijkse volkstellingen van ISTAT.
| Jaar | Inwoneraantal |
| ---- | ------------- |
| 1991 | 6672          |
| 2001 | 7348          |

## Geografie
De gemeente ligt op ongeveer 210 m boven zeeniveau.
Ala grenst aan de volgende gemeenten: Rovereto (Rofreit), Mori (Moor in Tirol), Vallarsa (Brandtal), Brentonico (Frenten), Avio (Aue am Etsch), Recoaro Terme (VI), Erbezzo (VR) (Genwiesen), Bosco Chiesanuova (VR) (Neuenkirchen), Sant'Anna d'Alfaedo (VR), Crespadoro (VI), Selva di Progno (VR) (Prungne).

## Geboren
- Guglielmo I Bevilacqua (1272-1335), condottiero in dienst van Verona
- Gianfrancesco Malfatti (1731-1807), wiskundige

## Externe link

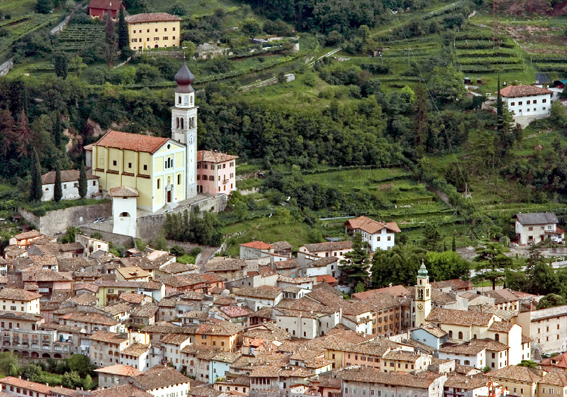
Panorama
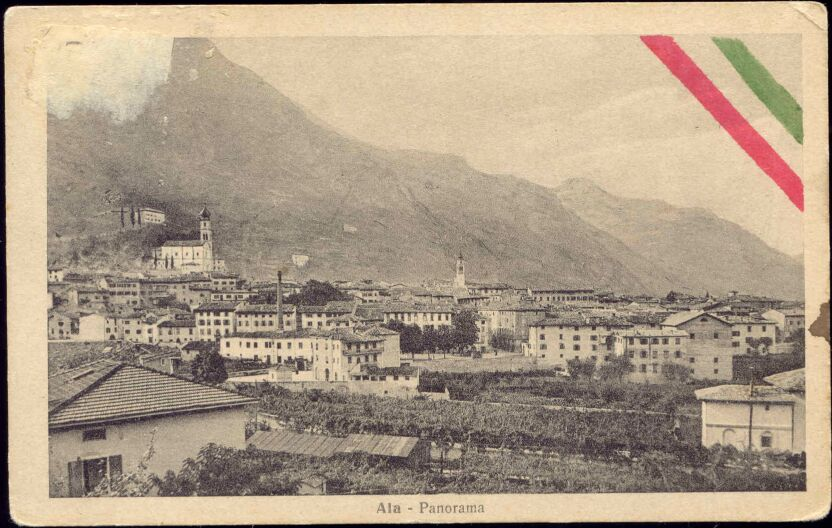
Foto uit 1910